# یاسوهیرو اوکوبو
یاسوهیرو اوکوبو (انگلیسی: Yasuhiro Okubo؛ زادهٔ ۱۴ مارس ۱۹۶۱) کشتی‌گیر اهل ژاپن بود.